# Vesvres
Vesvres este o comună în departamentul Côte-d'Or, Franța. În 2009 avea o populație de 24 de locuitori.

## Evoluția populației
| An        | 1975 | 1982 | 1990 | 1999 | 2006 | 2009 |
| --------- | ---- | ---- | ---- | ---- | ---- | ---- |
| Populație | 40   | 33   | 32   | 25   | 27   | 24   |